# Aria (musica)
In campo musicale per aria (in francese anche air, ayr e ayre e in inglese anche air) si intende un brano, quasi sempre per voce solista, articolato in strofe o sezioni. Nella storia dell'opera essa si contrappone al recitativo e rappresenta, sin dalle origini, un momento in cui la forma musicale, con le sue simmetrie e regole interne, prende il sopravvento sull'azione e sul dialogo. Di conseguenza, essa coincide normalmente con un momento drammaturgicamente statico, se non addirittura - specie nel primo Ottocento italiano - con un momento di sospensione del tempo durante il quale lo spettatore ha accesso all'intimo sentimento del personaggio. Altrettanto statico è l'impianto tonale. Non mancano tuttavia, specie nel genere buffo, le cosiddette arie d'azione.

## Forme dell'aria nell'opera italiana
Nel melodramma italiano delle origini l'aria può essere costituita da poche battute a struttura strofica, che interrompano il caratteristico recitar cantando. In seguito, nel corso del XVII secolo si affermò la forma bipartita A-A' (dove A' costituisce una ripetizione variata) o A-B. La forma dell'aria con ritornello (detto anche intercalare), nella quale l'incipit era ripreso alla fine, si sviluppò presto nell'aria con da capo a schema tripartito A-B-A', che trionfò nell'opera seria del primo Settecento. L'aria col da capo si basa su due strofe di versi, la prima delle quali ripetuta alla fine dell'aria.Poco dopo Gioachino Rossini un altro grande compositore di Arie fu Vincenzo Bellini la cui opera più nota è la Norma con la cantabile Casta Diva.
L'opera buffa e il dramma giocoso introdussero modelli più liberi, a struttura polistrofica. Verso la fine del Settecento si affermò un modello di aria in due movimenti contrastanti che nell'Ottocento, specie con Gioachino Rossini, portò alla frammentazione dell'aria in due sezioni - denominate rispettivamente cantabile e cabaletta - separate da un tempo di mezzo: il cantabile era svolto in tempo moderato, la cabaletta per lo più in tempo mosso.
Specie a partire dagli anni Settanta dell'Ottocento la forma dell'aria perde la sua identità formale, e nell'accezione corrente il termine viene piuttosto a designare un esteso passaggio per voce solista concluso ad effetto (e auspicabilmente seguito da un applauso), confondendosi inoltre con la forma della romanza.
viene anche riconosciuta quindi come una musica.

## Forme dell'aria nell'opera francese
Nell'opera francese l'aria si basa per lo più su una struttura a couplets, basata sull'alternanza fra strofa e ritornello. Forma che per altro appartiene anche al genere della canzone.

## Tipologie di aria d'opera nel XVIII secolo
- Aria di sortita: aria intonata quando il cantante entra in scena (e quindi esce dalle quinte), nota anche come cavatina.
- Aria di bravura: aria in tempo allegro, volta a valorizzare le doti di agilità del cantante e solitamente utilizzata per esprimere rabbia, vendetta e passione.
- Aria di mezzo carattere: aria in tempo moderato, per esprimere tenerezza, amore e dolore.
- Aria di portamento: aria in tempo lento, nella quale è fondamentale come il cantante porta la voce, ovvero come sostiene il suono.
- Aria del sonno: aria con la quale un personaggio ne addormenta un altro.
- Aria in catene: aria intonata da un personaggio ingiustamente incarcerato.
- Aria di baule : cavallo di battaglia di cantanti, che la eseguivano anche all'interno di altre opere[1].
- Aria di caccia: aria nella quale il corno accompagna il cantante.
- Aria di guerra: aria nella quale la tromba accompagna il cantante.

## Esempi di aria
- Oblivion soave da L'incoronazione di Poppea di Claudio Monteverdi (1642)
- Lascia ch'io pianga dal Rinaldo di Georg Friedrich Händel (1711)
- Che farò senza Euridice? dall'Orfeo ed Euridice di Christoph Willibald Gluck (1762)
- Madamina, il catalogo è questo dal Don Giovanni di Wolfgang Amadeus Mozart (1787)
- Le femmine d'Italia da L'italiana in Algeri di Gioachino Rossini (1813)
- La calunnia è un venticello dal Barbiere di Siviglia di Gioachino Rossini (1816)
- Casta Diva dalla Norma di Vincenzo Bellini (1831)
- La donna è mobile dal Rigoletto di Giuseppe Verdi (1851)
- Tu che le vanità dal Don Carlos di Giuseppe Verdi (1867)
- E lucevan le stelle dalla Tosca di Giacomo Puccini (1900)
- Un bel dì, vedremo da Madama Butterfly di Puccini (1904)
- In questa reggia dalla Turandot di Giacomo Puccini (1924)

## L'aria strumentale
Nella storia della musica il termine aria nasce (XV secolo) a indicare il ritornare di strofa in strofa di una melodia riconoscibile in componimenti polifonici che così presero questo nome, utilizzato quindi in epoca barocca per movimenti delle suite strumentali e infine per designare un brano per strumento solista, che in qualche misura richiamasse il carattere di cantabilità dell'aria vocale.

È usato soprattutto nella letteratura musicale per violino.

Celeberrime l'aria sulla quarta corda e il motivo delle Variazioni Goldberg entrambe di Bach, e il quinto movimento della prima Suite della Musica sull'acqua di Handel.